# Kwadrat (ekologia)

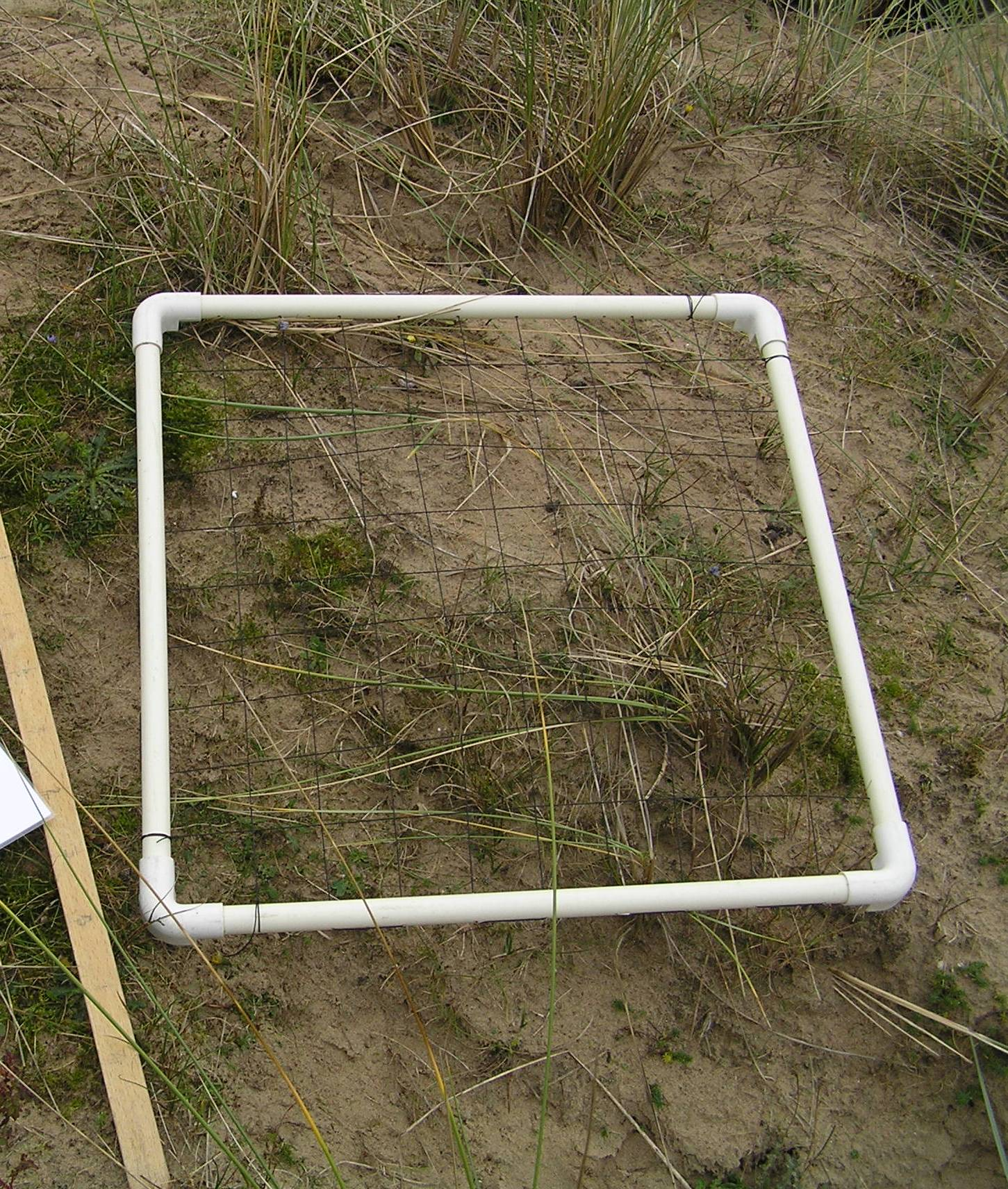
Kwadrat podzielony na kratki stosowany do wyznaczania poletek badawczych

Kwadrat – w ekologii populacyjnej poletko o ustalonej powierzchni, na którym zlicza się osobniki, a następnie wyniki ekstrapoluje na populację. Aby metoda kwadratów dawała wiarygodne wyniki, należy spełnić następujące warunki: liczba osobników w każdym kwadracie musi być policzona (ewentualnie oszacowana) dokładnie, powierzchnia kwadratu musi być dokładnie znana, wybrane do badania kwadraty muszą być reprezentatywne dla obszaru zajętego przez populację.
Tak rozumiane kwadraty nie muszą mieć kształtu kwadratu, lecz np. koła czy sześciokąta.